# Adalbert Covacs
Adalbert Covacs (Târgu Mureș, 19 giugno 1947) è un ex pentatleta rumeno.

## Palmarès
In carriera ha conseguito i seguenti risultati:
- Mondiali:

Mosca 1974: bronzo nel pentathlon moderno a squadre.